# Gailingen am Hochrhein
Gailingen am Hochrhein – miejscowość i gmina w Niemczech, w kraju związkowym Badenia-Wirtembergia, w rejencji Fryburg, w regionie Hochrhein-Bodensee, w powiecie Konstancja, wchodzi w skład wspólnoty administracyjnej Gottmadingen. Leży nad Renem, przy granicy szwajcarskiej, ok. trzy km na wschód od Büsingen am Hochrhein.

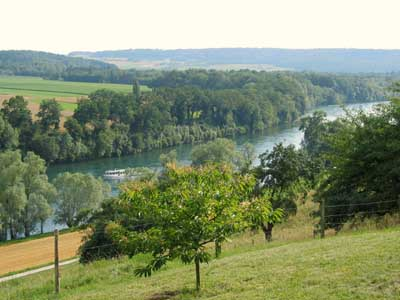
Gailingen

## Współpraca
Miejscowość partnerska:
- Liebschützberg, Saksonia